# ペルシア絨毯

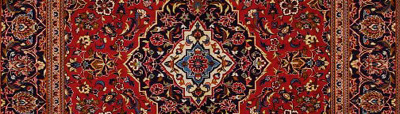
様々な季節の自然物が表現された伝統的なペルシア絨毯

ペルシア絨毯 （ペルシアじゅうたん、ペルシア語: قالی ایرانی）、またはペルシャ絨毯は、イラン（ペルシアはイランの旧称）で生産され続けている絨毯。イラン文化、芸術を代表する極めて優れた美術工芸品の一つで、その起源は紀元前の古代ペルシアにまで遡ることができる。床面の敷物だけでなく、壁飾りやテーブルクロスとしても用いられていた。
ペルシア絨毯は大きく三つに分類されている。6×4 フィート超の「カーリ (Qāli )」、6×4 フィート以下の「カーリシュ (Qālicheh )」、そして「ゲリーム (Gelim )として知られる遊牧民の絨毯である。ゲリームには粗織りの絨毯を意味する「ジル (Zilu)」と呼ばれる絨毯も含まれる。

## 素材

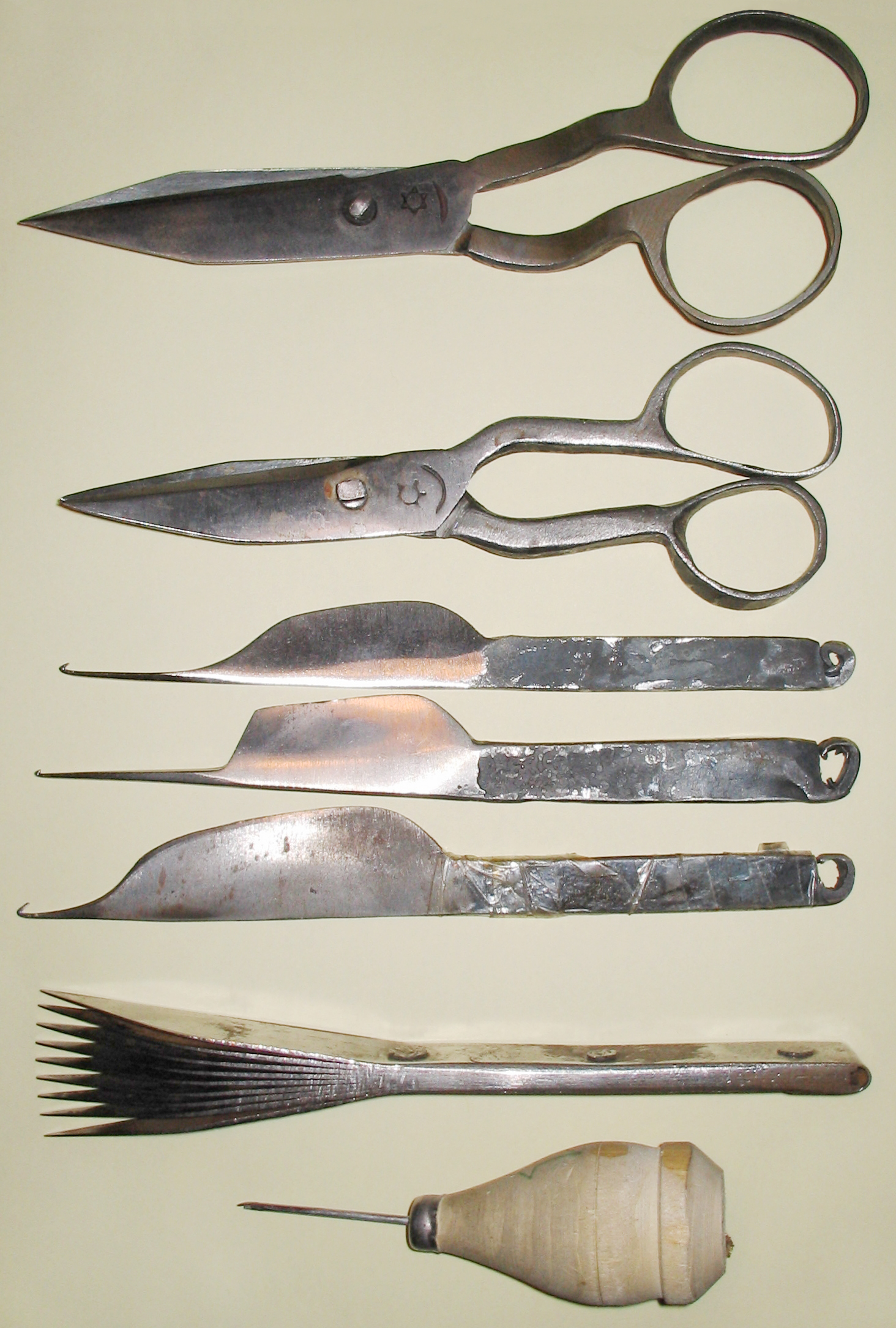
手織り職人が使用する伝統的な道具。

ペルシア絨毯の素材としてもっとも多く使用されているのは羊毛だが、綿も多く用いられている。羊毛は、コルクウール、マンチェスターウール、キャメルウールなど、様々な品種の羊からとられたものが使用されている。絹は羊毛に比べて高価で耐久性に劣り、古くなるにつれて価値が落ちていくため、絹だけで織られた絨毯はそれほど一般的ではない。絹のペルシア絨毯は、その希少性と価値、そして耐久性の低さから、床の敷物ではなくタペストリのように壁飾りとして使用されることが多い。

## 図案
16世紀、17世紀のペルシア絨毯には多くのバリエーションがある。様々な地方で生産されていたことが多様なデザインを生み出すことにつながった。また、共通するモチーフとして、唐草文様、アラベスク文様、忍冬文様 (en:palmette)、円形文様、幾何学文様などは、多くの絨毯に採用されている。人物文様は、イラン国内で流通する絨毯には良く見られるモチーフだが、輸出される絨毯ではそれほど採用されてはいない。
産地ごと、あるいは家系ごとに様々なデザインが継承されており、それらの多くはシンプルで直線的な文様である。このような文様を絨毯に表現する際には、特別な下絵などを使用せずに職人の記憶や経験によって制作されることが多い。曲線で構成される複雑な文様の場合は、前もって用意された下絵のデザインと色調を絨毯のサイズに合わせて写し取っていく。伝統的なデザインも時代とともに少しずつ変化しており、現在では下絵を絨毯のサイズにあわせて縮小あるいは拡大するために、コンピュータが使用されている。

## 歴史
現存している最古の手織り絨毯として、古代文明パジリクで発見されたおよそ2500年前の絨毯がある。アケメネス朝ペルシアで制作されたと見られていたが、現在は否定されており中央アジアの遊牧系騎馬民族によって織られたとされている。ペルシア絨毯の最初の記録は古代中国のもので、224年から651年のサーサーン朝ペルシア時代の記録である。7世紀にイスラム教圏となるまで、ペルシアでは様々な王朝が勃興、衰退を繰り返し、ペルシア絨毯にも多くの変化がもたらされたが、ペルシア絨毯の生産は途切れることなく続いていた。その後、13世紀のモンゴル帝国によるペルシア侵攻のためにペルシア絨毯は衰えていたが、イルハン朝ペルシア、ティムール朝ペルシアのもと、ペルシア絨毯は再び発展してくことになる。
ペルシア絨毯に使用される羊毛、絹、綿といった天然素材は、経年変化によって腐食し、朽ちてしまう。このため、考古学者たちの古代遺跡調査によっても、ペルシア絨毯に関する有益な発見がなされることは極めてまれである。古代からペルシアで手織りの絨毯が制作されていたことを示す証拠は、数点の磨りきれた絨毯の断片しか存在しない。このような断片からは、12世紀に全盛を迎えたセルジューク朝ペルシア以前のペルシア絨毯がどのような特徴を持っていたのかを判断することは、ほとんど不可能となっている。

### ゾロアスター教時代

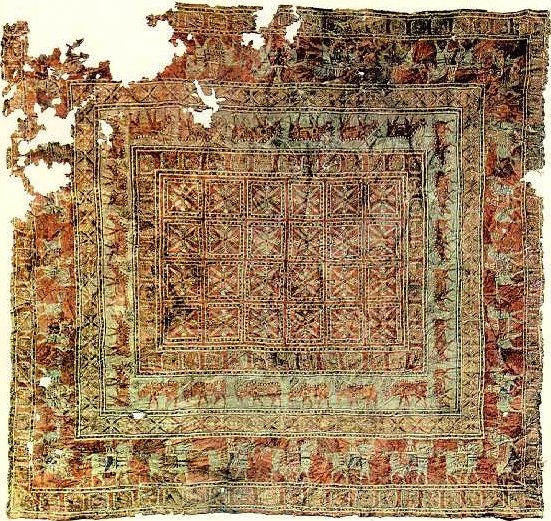
紀元前5世紀頃のパジリク絨毯。現存する最古の絨毯である。

1949年に、シベリアのアルタイ山脈のパジリク古墳群から、考古学史上非常に貴重な絨毯が発見された。この絨毯はスキタイ人の王族とみられる人物の墳墓から発掘されたものである。放射性炭素年代測定により、この絨毯が紀元前5世紀のものであることが判明している。283×200センチメートル の絨毯で、1平方センチメートルあたり36の編目で制作されている。この現存する世界最古の絨毯と見られるパジリク絨毯の洗練された織物技術から、この芸術分野の進化と発展が長期にわたって蓄積されてきたことがわかる。絨毯中央部は深い赤に彩られ、周囲を巡る二本の縞模様部分にはシカとペルシア人騎手が表現されている。
このパジリク古墳群から出土した絨毯は、遊牧民族たるスキタイ人の手によるものではなく、アケメネス朝ペルシアで制作されたものだと考えられている。
アケメネス朝ペルシアの初代国王キュロス2世はパサルガダエに王都をおき、その宮廷内は豪華な絨毯で飾り立てられていた。当時のペルシアとマケドニアは緩やかな同盟関係にあり、マケドニア王アレクサンドロス2世はキュロス2世の霊廟の飾りだった絨毯に目を奪われたという伝承がある。
6世紀まで、羊毛や絹で織られたペルシア絨毯は歴代の王朝で発展し続けていった。サーサーン朝ペルシア国王ホスロー1世が織らせた有名な『春の絨毯 (en:Baharestan Carpet)』は、王都クテシフォンにあった王宮の主謁見室の装飾に使用されたものである。この『春の絨毯』は絹織りで、金、銀、貴石が使用された長さ140メートル、幅27メートルという大規模なもので、楽園のような華麗な庭園が表現されていた。その後637年にアラブのイスラム諸国に王都が占領されると、略奪された『春の絨毯』は小さく切り分けられて、戦利品として兵士たちに与えられた。また、タキディス王の玉座は一カ月間を表現した特別な30枚の絨毯と、四季を表現した絨毯で飾られていたいわれている。

### イスラム教時代

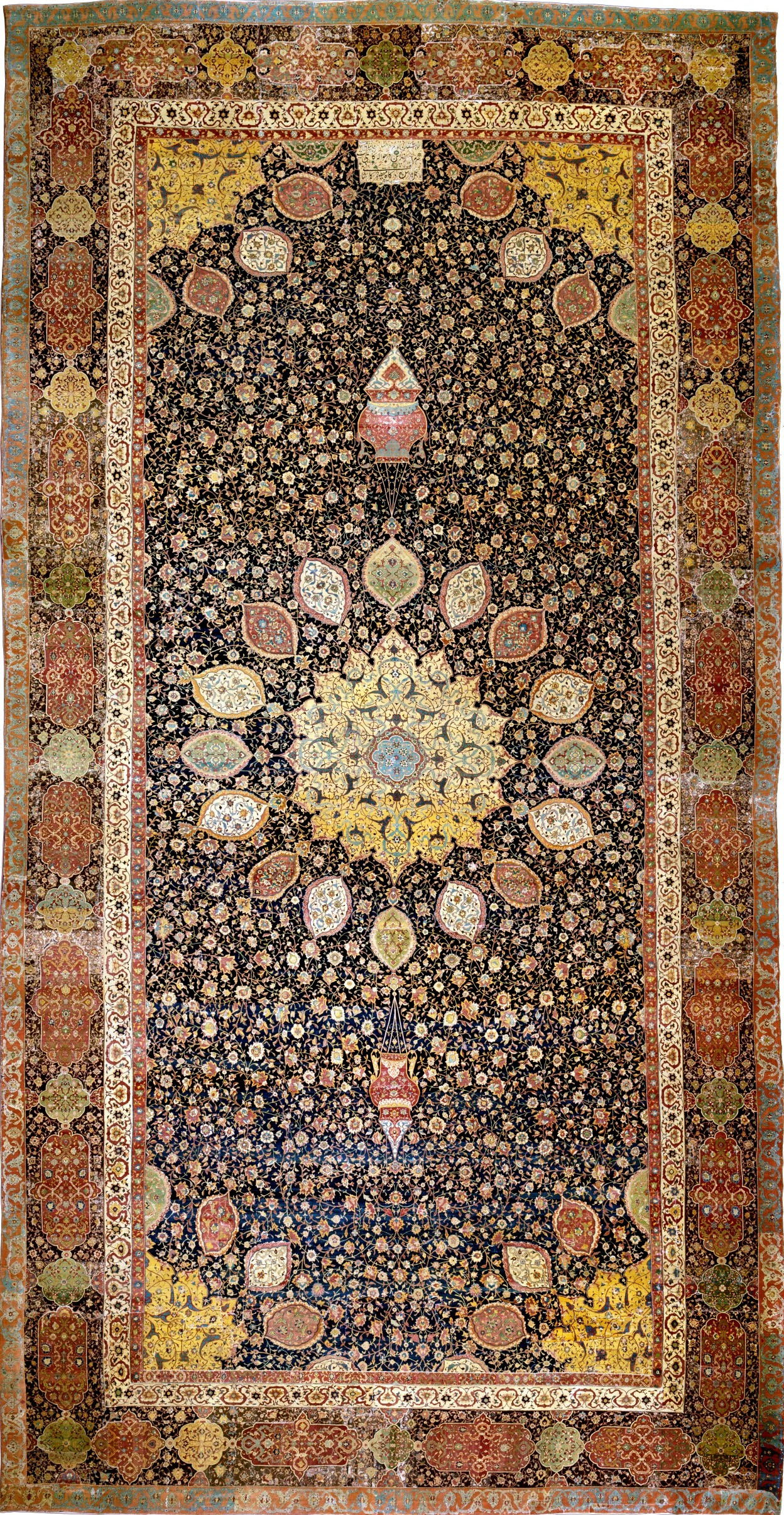
ヴィクトリア&アルバート博物館が所蔵するアルダビール絨毯。

8世紀にはアーザルバーイジャーン地方 (en:Azerbaijan (Iran)) が、ペルシア絨毯と粗織りの絨毯の一大産地だった。また、タバリスタン地方 (en:Tabaristan) は、租税として年間600枚の絨毯をバグダートのカリフの宮廷に納めていた。当時のペルシアの主要な輸出品は絨毯で、祈りを捧げるときに足元に敷く小さな絨毯の割合も多かった。さらに、ホラーサーン (Khorassan)、シースターン (en:Sistan)、ブハラなどの都市でもペルシア絨毯が制作されており、その優れたデザインとモチーフで需要が高かった。
セルジューク朝ペルシアからイルハン朝ペルシアでも、ペルシア絨毯の制作は非常に活発に行われており、イルハン朝の第7代国王ガザン・ハンがタブリーズに建てたモスクは、豪華な絨毯で埋め尽くされており、絨毯の素材となる羊毛は、特別に飼育された羊からとられたものが使用されていた。ティムール朝ペルシアで生産された絨毯のデザインの多くが、装飾写本の挿絵であるミニアチュールをもとにしている。また、絨毯を織っている場面を描いたミニアチュールも現存している。絨毯織り工房には、糸の染色工房が隣接していることも多かった。ペルシアにモンゴル帝国が襲来するまで、ペルシア絨毯の制作は大いに発展していった。
この時代に制作されたペルシア絨毯でもっとも有名なものがサファヴィー朝ペルシアで織られた、現在ロンドンのヴィクトリア&アルバート博物館が所蔵する『アルダビール絨毯』 (en:The Ardabil Carpet) である。この絨毯は対として制作されたもので、もう1枚の『アルダビール絨毯』は、ロサンゼルス・カウンティ美術館が所蔵している。この『アルダビール絨毯』のデザインは無数にコピーされ、小さなものから原寸大のものまで様々な大きさの絨毯が制作されている。イギリス首相官邸に アルダビール絨毯 が飾られているほか、アドルフ・ヒトラーもベルリンにあった自身のオフィスに アルダビール絨毯 を所有していた。『アルダビール絨毯』は、1539年から1540年にかけて制作された。絹糸と羊毛が素材として使用され、1インチ四方あたり300から350の編目で織られており、10.5×5.3メートルの大きさの絨毯となっている Los Angeles County Museum of Art See also Victoria & Albert Museum。

### 現代

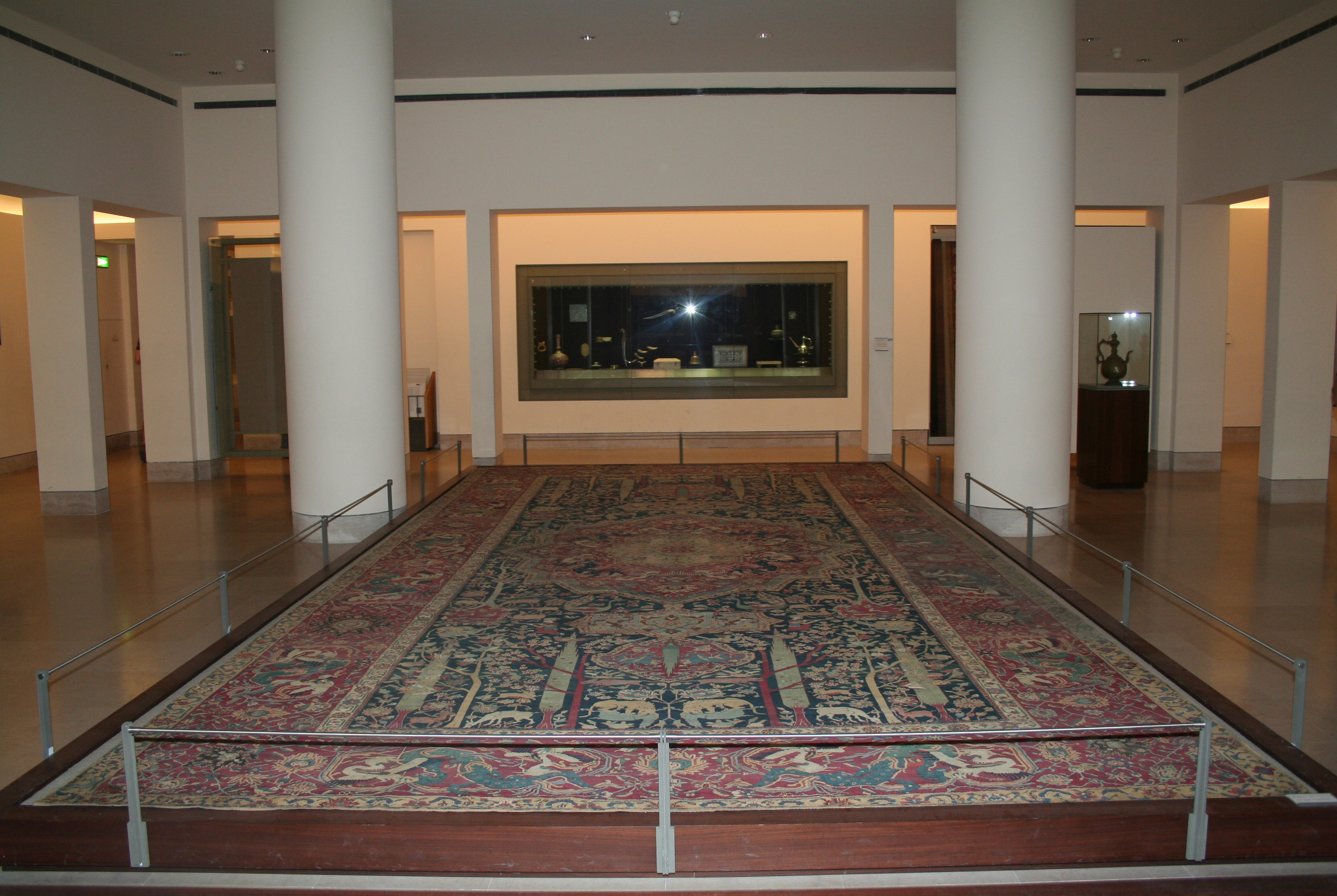
ルーヴル美術館に展示されているペルシア絨毯。

2008年にイランが輸出した手織りのペルシア絨毯の総額は4.2億米ドルで、これは世界の絨毯市場のおよそ30パーセントに相当する額である。イランで国内用と海外輸出用の絨毯産業に関係する人口はおよそ120万人ほどだといわれている。イランがペルシア絨毯を輸出している国は100カ国を超えており、手織りの絨毯の生産、輸出では世界最大の国である。これは全世界で生産される手織り絨毯の4分の3を占める規模であり、原油以外のイランにおける主要な輸出品となっている。生産されるペルシア絨毯の総面積は年間5,600万平方メートルほどで、そのうちの80パーセントがイラン国外の市場で売買されている。しかしながら近年のペルシア絨毯は、伝統的なペルシア絨毯のデザインを模倣して安価な代用品を製造する、競合諸国との激しい競争にさらされているのが現状である。
2001年に完成した、オマーンのスルターン・カブース・グランド・モスクに収められているペルシア絨毯の総面積は4,343平方メートルで、600人の職人が4年かけて制作したものだった。